# Persa (gato)

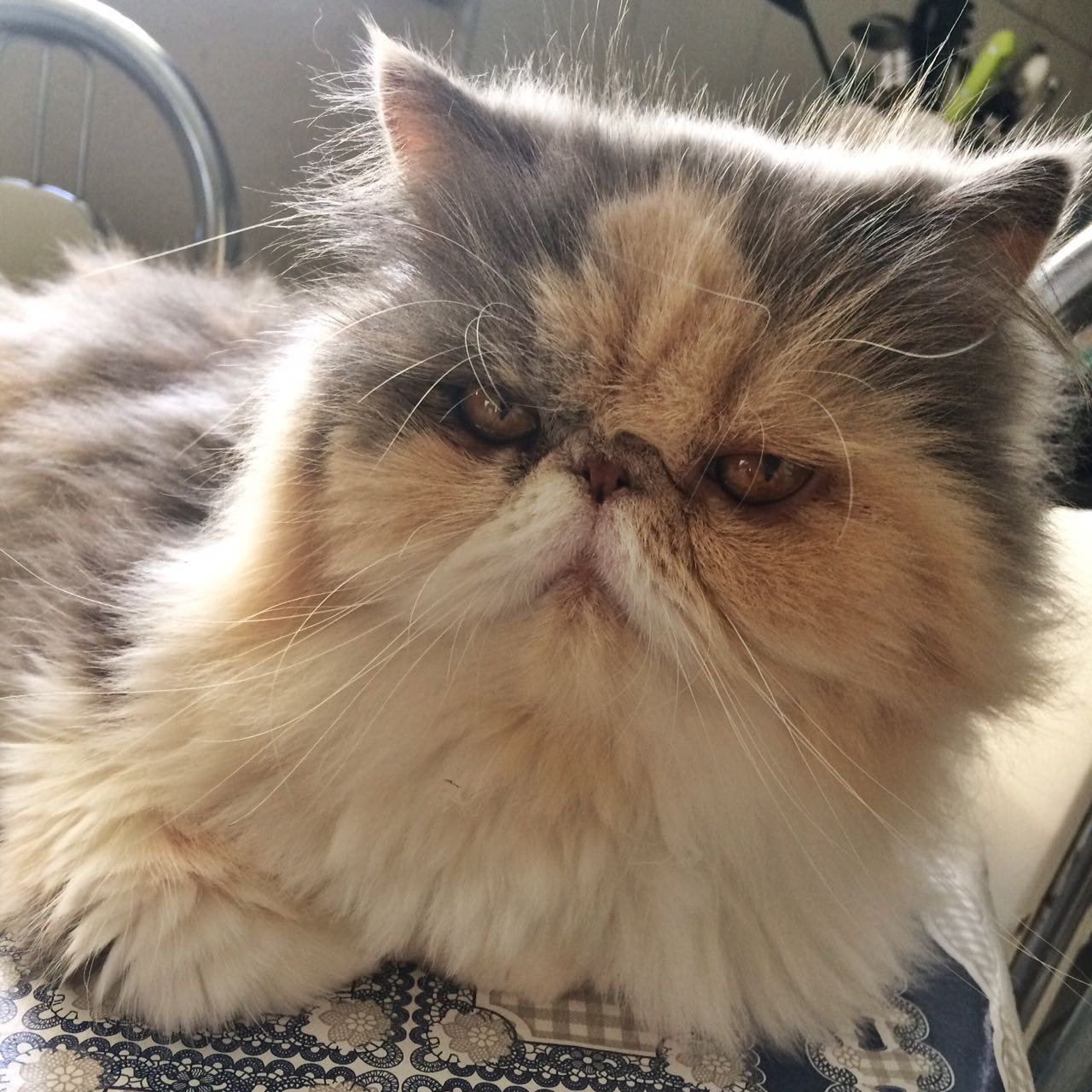
Gato Persa
Idade_3 anos Pelagem_Bic Blue Tortie & White

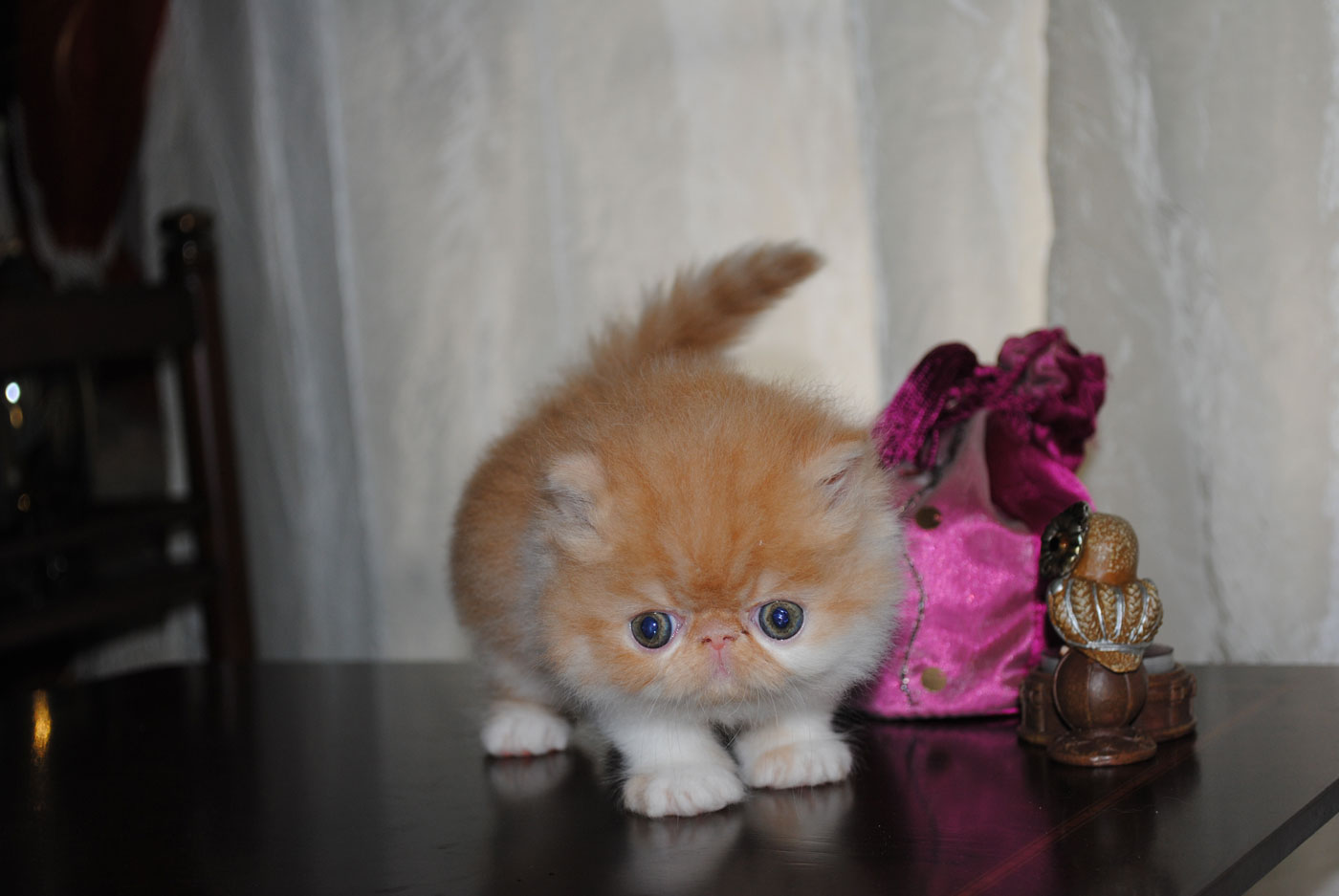
Gato persa Bicolor vermelho e branco

Persa é uma raça de gato doméstico originária do Irã, antiga Pérsia. É conhecido por sua aparência chamativa, de muita pelagem  e focinho achatado.

## História
As origens desta datam desde o início do século XVII, onde o explorador italiano Pietro Della Valle, durante uma de suas viagens pela Ásia, passou pela Pérsia, atual Irã e, trouxe consigo alguns dos exemplares de gatos que habitavam as ruas locais. Quando voltou à Itália, imediatamente, os gatos ganharam popularidade entre as pessoas, devido a sua pelagem macia e brilhante.
Porém, a raça moderna persa surgiu somente no século XIX, quando os gatos criados na Itália foram levados a Inglaterra, onde foram feitos cruzamentos com gatos da raça angorá. Logo em seguida, foi feito um trabalho de melhoramento genético, visando se obter maior variedade de cores e padrões de pelagem. Atualmente, há mais de 100 diferentes combinações de cores para gatos desta raça, variando desde o branco neve, até o malhado.

## Características

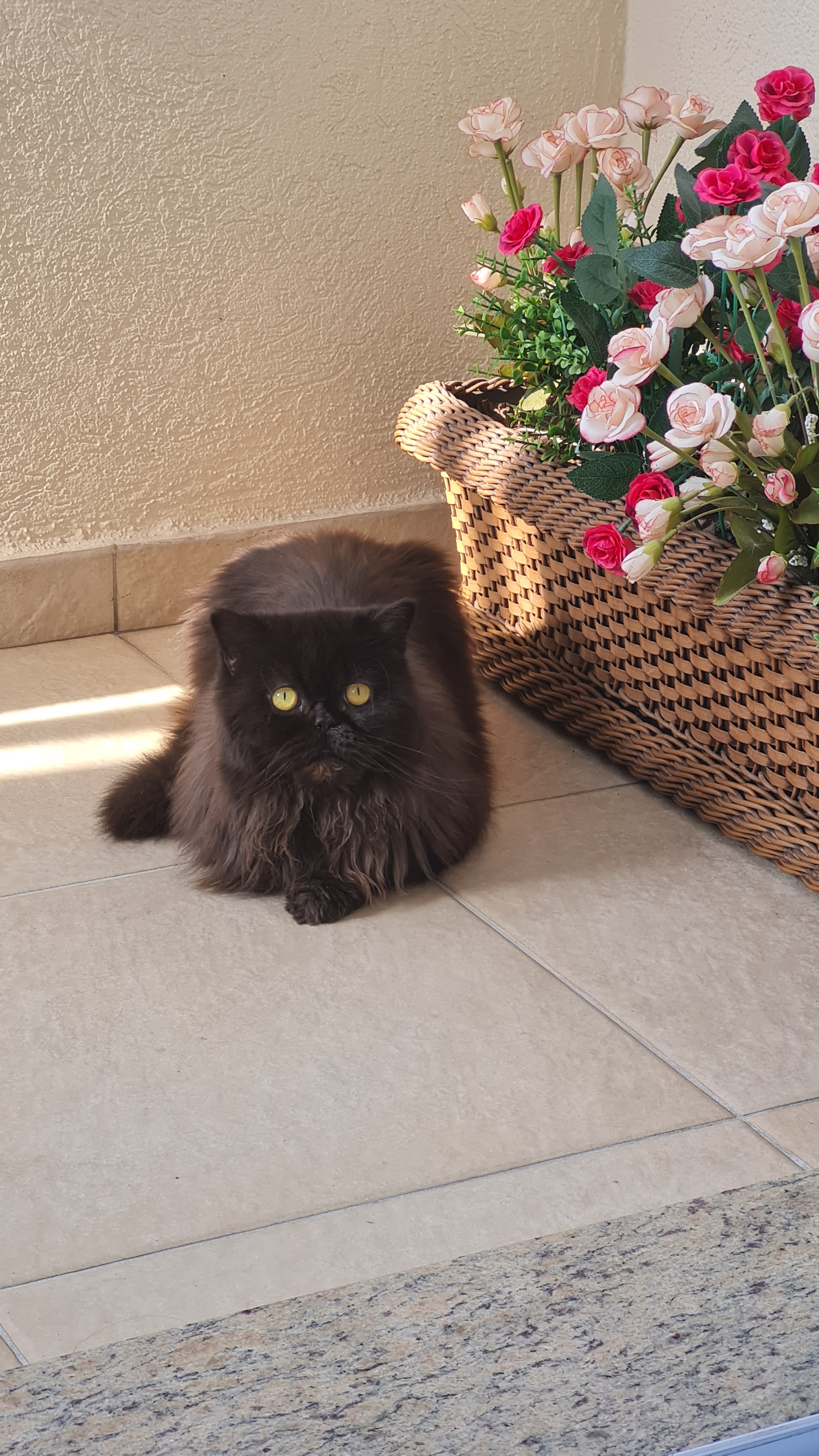
Gato Persa com Pelagem Escura

Os persas são gatos muito procurados por pessoas que vivem em espaços pequenos, como apartamentos, pois seus miados são baixos e pouco comuns, além do fato desses animais apresentarem um forte apego ao seu dono. Os gatos persas são meigos e carinhosos.
Esse animal se caracteriza pela pelagem comprida e sedosa, com uma cabeça grande e redonda, orelhas pequenas e arredondadas com tufos de pelo no interior, olhos grandes e redondos de coloração vívida e patas curtas, porém musculosas. O padrão comum da raça apresenta focinhos achatados (flat face), porém alguns animais possuem focinhos um pouco mais alongados (doll face).

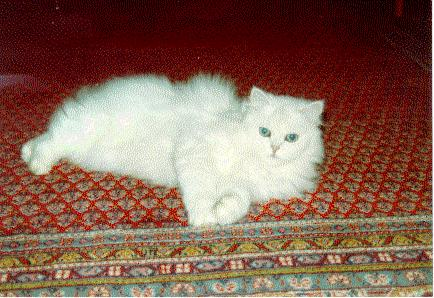
Persa silver shaded

A manutenção de sua pelagem é um muito trabalhosa, sobretudo devido a formação de nós ocorridos devido ao comprimento dos pelos.

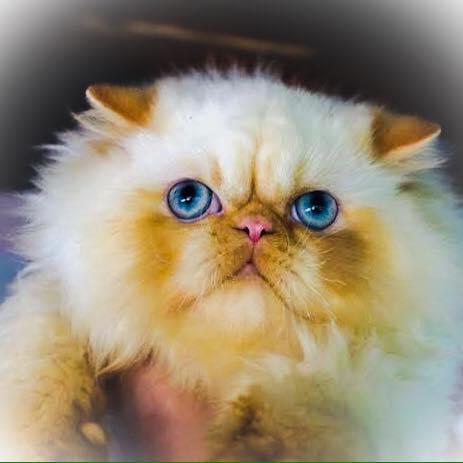
Gato persa himalaio Ponta Vermelha

O padrão de uma raça é determinado pelas associações que a representam. Assim sendo, existem pequenas variações de associação para associação. Abaixo podemos ver o padrão da FIFe (Federação Felina Internacional).
- Tamanho: Médio a Grande - Os machos são maiores que as fêmeas, com 4 a 5kg de massa, e as fêmeas, de 3 a 4kg.
- Orelhas: Pequenas, arredondadas nas pontas e bem separadas.
- Nariz: Achatado, curto, largo, com stop bem definido, situado entre os olhos e entre as pálpebras superiores e inferiores, nariz não arrebitado. As narinas devem ser bem abertas.
- Corpo: De estrutura compacta, patas curtas, peito largo, ombros e dorso maciços, bem musculosos, de comprimento curto e formato quadrado.
- Rabo: De comprimento curto, dobrado sobre o dorso fica entre a nuca (muito longo) e o meio das costas (ideal).
- Pescoço: Curto e forte.
- Cabeça: De formato redondo, maciça, bem equilibrada, crânio largo. Testa arredondada, bochechas cheias.
- Pelagem: Comprida, densa, de textura fina e sedosa (sem ser lanosa).
- Olhos: Grandes, redondos e simétricos, bem separados, dando a face uma expressão mais aberta. De cor sólida, brilhante.
- Patas: Grandes, redondas, sendo desejável tufos de pelos entre os dedos.

Normalmente, nessa raça a cor branca associada a presença de olhos azuis está geneticamente relacionada a problemas de audição no animal. Os gatos brancos com apenas um dos olhos azuis pode ser surdo de apenas um ouvido, enquanto que os espécimes com ambos os olhos azuis acabam não possuindo nenhuma audição.

## Desenvolvimento
Em 1950, o gato siamês foi cruzado com o Persa para criar uma raça com o corpo do Persa mas com a coloração do Siamês, sendo este nomeado de himalaio. O himalaio ficou como raça separada do Persa nos Estados Unidos até 1984, quando a CFA os unificou, mesmo com a objeção de ambos os conselhos das raças. Alguns criadores de Persa ficaram descontentes com a introdução desse híbrido em suas linhas puras de Persa.

## Prós e Contras da raça
Necessidade de limpeza constante dos olhos, que lacrimejam e mancham a pelagem;
Escovação diária é necessária (com escova correta), pois ao contrário, a pelagem facilmente terá muitos nós;
Pouca resistência ao calor;
Para proprietários que gostam de gatos mais ativos, o persa não é recomendado, pois costuma ser um animal muito calmo.  

## Na ficção
O exemplo de um gato persa na ficção conhecido é o Garfield, personagem da série de histórias em quadrinhos, desenhos animados e filmes. Outro exemplo conhecido nos filmes é o gato Snowbell, da série de filmes Stuart Little, Mr. Tinkles dos filmes Como Cães e Gatos 1 e 2, o Bichento gato da personagem Hermione Granger na série de livros e filmes Harry Potter. A personagem icônica dos filmes de James Bond 007, simplesmente conhecido como Number 1, uma posição numérica de ranking atribuída a membros da organização SPECTRE, Ernst Stavro Bloveld, protagonizada por Donald Pleasence, Telly Savalas, Charles Gray, Max von Sydow e Christoph Waltz, entre outros, foi concebida especialmente e com um destaque para a filmagem de um close-up do ator a acariciar o seu gato persa branco de olhos azuis, em deterimento da focagem da cara do próprio Blofeld. A aparência do popular gato persa branco, tem a sua estreia nos filmes de From Russia with Love 1963 e Thunderball de 1965.